# Zračna luka Cadjehoun
Zračna luka Cadjehoun je zračna luka koja se nalazi u najvećem gradu Benina, Cotonou. Zračna luka ima svrhu transporta putnika te je 2004. godine imala godišnji promet od 301.493 putnika. Luka je smještena na nadmorskoj visini od svega šest metara te se sastoji od jedne asfaltirane piste.
Najveća zrakoplovna nesreća u zračnoj luci Cadjehoun se dogodila na Božić 2003. kada se srušio putnički zrakoplov prilikom čega je poginulo 151 od 163 putnika, većinom Libanonaca.

## Avio kompanije i destinacije
Zračnu luku Cadjehoun koriste sljedeće avio kompanije za civilni transport:
| Benin Transport putnika | Benin Transport putnika                                                                                        |
| Avio kompanija          | Destinacija |
| ----------------------- | --- |
| Air France              | Pariz |
| Air Burkina             | Dakar, Douala, Libreville, Lomé, Ouagadougou, Pointe-Noire                                                     |
| Air Ivoire              | Abidjan, Brazzaville, Dakar, Douala, Libreville                                                                |
| Air Mali                | Bamako, Dakar, Libreville                                                                                      |
| Air Nigeria             | Abidjan, Brazzaville, Dakar, Douala, Lagos                                                                     |
| Arik Air                | Lagos, Ouagadougou                                                                                             |
| Benin Golf Air          | Abidjan, Bamako, Bangui, Brazzaville, Conakry, Dakar, Douala, Kinshasa, Libreville, Lomé, Malabo, Pointe-Noire |
| Brussels Airlines       | Bruxelles |
| Camairco                | Dakar, Douala                                                                                                  |
| ASKY Airlines           | Brazzaville, Douala, Lomé                                                                                      |
| Interair South Africa   | Bangui, Bamako, Brazzaville, Douala, Johannesburg, Libreville, Ouagadougou, Pointe-Noire                       |
| Kenya Airways           | Nairobi, N'Djamena, Ouagadougou                                                                                |
| Royal Air Maroc         | Casablanca, Lagos                                                                                              |
| Senegal Airlines        | Abidjan, Dakar                                                                                                 |
| Toumai Air Tchad        | Bangui, Douala, N'Djamena                                                                                      |
| Trans Air Congo         | Brazzaville, Pointe-Noire                                                                                      |

## Vanjske poveznice
- Informacije o zračnoj luci  Arhivirana inačica izvorne stranice od 17. srpnja 2012. (Wayback Machine)